# Новокрилі
Новокрилі (Neoptera) — група комах, що включає майже всіх крилатих комах, а саме тих, що здатні складати крила вздовж тіла. Вони протиставляються давньокрилим комахам (Paleoptera), що не здатні до цього, і тримають крила перпендикулярно до поздовжньої осі тіла.
ITIS (Integrated Taxonomic Information System) розглядає групу як таксон рангу надряду. Згідно з деякими іншими класифікаціями (зокрема, використаною в цій статті) новокрилі є інфракласом і включають декілька надрядів.
Сучасні ряди комах, що входять в цю групу:
- Grylloblattodea — грилоблатиди.
- Mantophasmatodea — гладіатори.
- Phasmatodea — Примарові.
- Orthoptera — прямокрилі.
- Mantodea — богомоли.
- Blattodea — таргани.
- Isoptera — терміти.
- Dermaptera — шкірястокрилі.
- Embioptera — ембії.
- Plecoptera — веснянки.
- Zoraptera — зораптери.
- Psocoptera — сіноїди.
- Phthiraptera — воші
- Megaloptera — великокрильці.
- Hemiptera — напівтвердокрилі.
- Homoptera — рівнокрилі.
- Thysanoptera — трипси.
- Neuroptera — сітчастокрилі.
- Coleoptera — твердокрилі.
- Strepsiptera — віялокрильці.
- Mecoptera — скорпіонові мухи.
- Siphonaptera — блохи.
- Diptera — двокрилі.
- Trichoptera — волохокрильці.
- Lepidoptera — лускокрилі.
- Hymenoptera — перетинчастокрилі.